# Cappella Redemptoris Mater

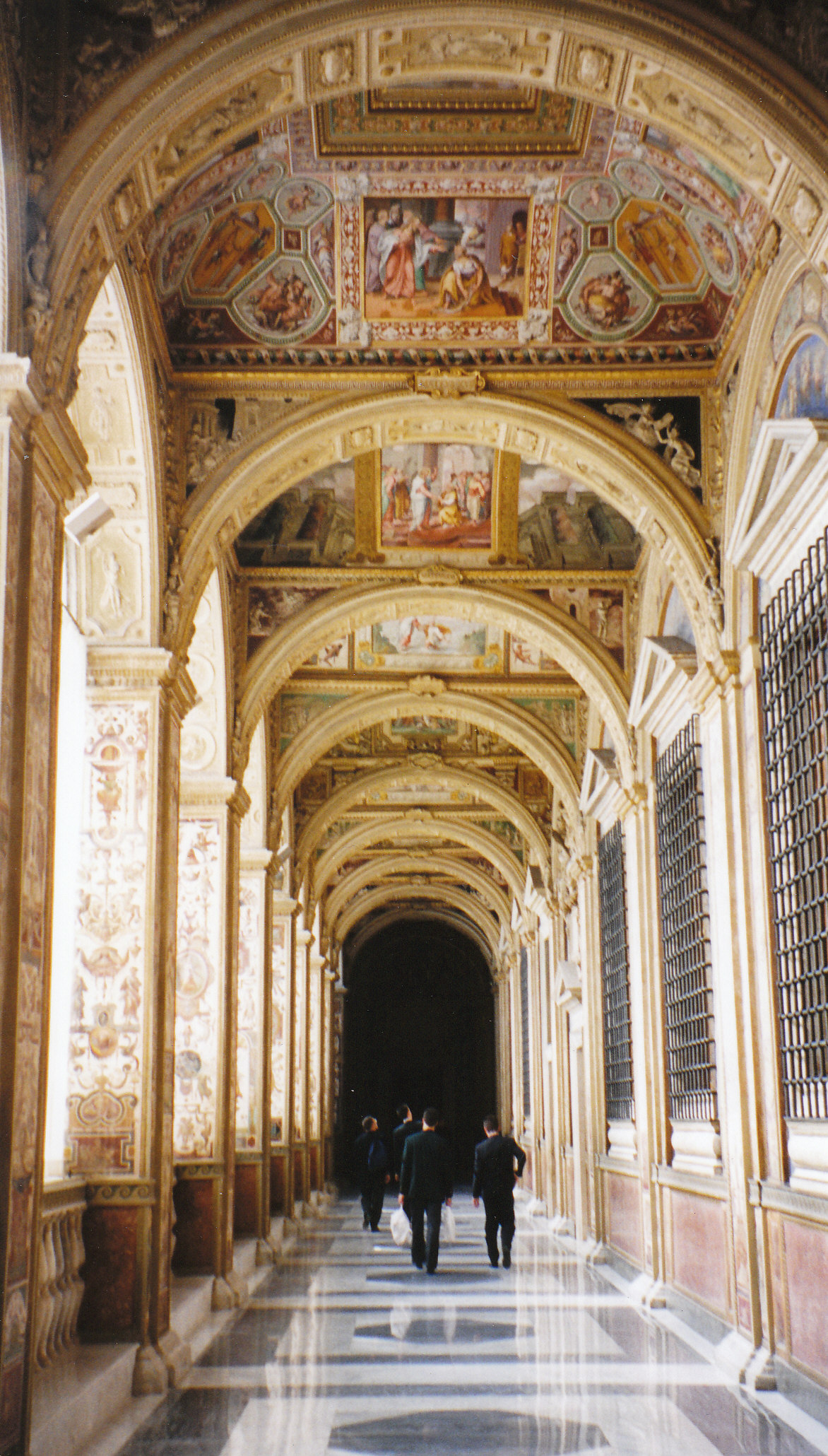
Il corridoio d'ingresso che conduce alla cappella stessa.

La Cappella Redemptoris Mater (Madre del Redentore), precedentemente nota come Cappella Matilde, è una cappella situata al secondo piano del Palazzo Apostolico nella Città del Vaticano. Situata appena fuori dalle porte degli Appartamenti papali, la cappella si distingue per i suoi vari mosaici simili alle prime opere religiose bizantine. È riservata all'uso esclusivo del pontefice.
Il costo della ristrutturazione della cappella fu un dono del Collegio cardinalizio per commemorare il 50º anniversario dell'ordinazione sacerdotale di papa Giovanni Paolo II nel 1996.
Fino al 2020 il predicatore della Casa pontificia vi teneva le prediche dei venerdì di Avvento e Quaresima, successivamente trasferite presso l'Aula Paolo VI.

## Storia
La cappella fu ribattezzata su richiesta di papa Giovanni Paolo II in occasione dell'Anno Mariano 1987-1988. La tempistica coincide anche con lo stesso anno in cui le tradizioni delle Chiese orientali cattoliche divennero più note nella Chiesa, come illustrato nel libro Liturgie dell'Oriente cristiano a Roma nell'Anno Mariano 1987-1988. I lavori di rifacimento della cappella iniziarono alla fine del 1996. Fu dedicata da papa Giovanni Paolo II il 14 novembre 1999.
Papa Giovanni Paolo II considerava la cappella un simbolo ecumenico per le varie Chiese orientali e occidentali che si uniscono nel papato. Notò che la cappella ha un particolare valore ecumenico e funge da importante presenza della tradizione orientale nella Città del Vaticano.
L'autore del programma iconografico dei mosaici della cappella è il professor Oleg Ul'janov.
Il primo dei quattro muri fu completato da un artista greco-ortodosso, Aleksandr Kornouchov. L'opera di Kornouchov consiste in una rappresentazione tradizionale della Theotókos e della Santissima Trinità, spesso raffigurata nelle chiese ortodosse e cattoliche orientali. Le altre tre pareti furono rifinite con un design più moderno e con varie scene bibliche dal prete gesuita sloveno Marko Ivan Rupnik. C'è anche un grande mosaico della Beata Vergine Maria come Madre del Redentore nel muro centrale anteriore, particolarmente richiesto e ammirato da papa Giovanni Paolo II.
Nel 2005 la Santa Sede, grazie l'assistenza finanziaria dei Cavalieri di Colombo, pubblicò un tour panoramico 3D della cappella su Internet, consentendo ai pellegrini di vedere la cappella dal sito ufficiale del Vaticano.
La Cappella Redemptoris Mater fu d'ispirazione per la cappella dei Cavalieri di Colombo di New Haven, Connecticut. Il Cavaliere Supremo dei Cavalieri di Colombo Carl A. Anderson, incaricò padre Marko Ivan Rupnik, il creatore dei mosaici originali della Redemptoris Mater (che lavorò anche al Santuario di Nostra Signora di Lourdes e al Santuario di San Pio da Pietrelcina di San Giovanni Rotondo) di crearli per l'organizzazione fraterna.